# Жовнівка
Жо́внівка —  село в Україні, у Бережанській міській громаді Тернопільського району Тернопільської області.
Поштове відділення — Потуторське. До 2020 року - адміністративний центр Жовнівської сільської ради. Розташоване на лівому березі річки Ценівка. 
Населення — 469 осіб (2001). Дворів — 163.

## Географія
У селі є вулиці: Івана Франка, Мазепи, Пасемник, Січових Стрільців і Степана Бандери.

### Клімат
Для села характерний помірно континентальний клімат. Жовнівка розташована у «холодному Поділлі» — найхолоднішому регіоні Тернопільської області.
| Клімат Жовнівки           | Клімат Жовнівки | Клімат Жовнівки | Клімат Жовнівки | Клімат Жовнівки | Клімат Жовнівки | Клімат Жовнівки | Клімат Жовнівки | Клімат Жовнівки | Клімат Жовнівки | Клімат Жовнівки | Клімат Жовнівки | Клімат Жовнівки | Клімат Жовнівки |
| Показник                  | Січ.            | Лют.            | Бер.            | Квіт.           | Трав.           | Черв.           | Лип.            | Серп.           | Вер.            | Жовт.           | Лист.           | Груд.           | Рік             |
| Середній максимум, °C     | −1,2            | 0,2             | 5,0             | 13,2            | 19,1            | 22,4            | 23,6            | 23,1            | 18,8            | 12,9            | 5,7             | 0,9             | 11              |
| Середня температура, °C   | −4,2            | −2,8            | 1,4             | 8,3             | 13,7            | 17,1            | 18,3            | 17,7            | 13,7            | 8,4             | 2,8             | −1,7            | 7               |
| Середній мінімум, °C      | −7,2            | −5,7            | −2,2            | 3,4             | 8,4             | 11,8            | 13,1            | 12,3            | 8,6             | 3,9             | 0,0             | −4,2            | 3               |
| Норма опадів, мм          | 32              | 31              | 32              | 49              | 77              | 91              | 95              | 70              | 56              | 38              | 36              | 39              | 646             |
| ------------------------- | --------------- | --------------- | --------------- | --------------- | --------------- | --------------- | --------------- | --------------- | --------------- | --------------- | --------------- | --------------- | --------------- |
| Джерело: climate-data.org |                 |                 |                 |                 |                 |                 |                 |                 |                 |                 |                 |                 |                 |

## Історія
Перша писемна згадка — 1453.
1626 року внаслідок нападу татар село було зруйноване на 71%.
Із 14 на 15 серпня 1916 Жовнівка спалена під час битви за гору Лисоня. Наприкінці 1918 від тифу у селі померло понад 20% населення.
Діяли товариства «Просвіта», «Союз українок», «Луг», кооператива.
12 червня 2020 року, відповідно до розпорядження Кабінету Міністрів України № 724-р «Про визначення адміністративних центрів та затвердження територій територіальних громад Тернопільської області» увійшло до складу Бережанської міської громади.
19 липня 2020 року, в результаті адміністративно-територіальної реформи та ліквідації Бережанського району, село увійшло до складу Тернопільського району.

## Населення
За даними перепису населення 2001 року мовний склад населення села був таким:

### Мова
Розподіл населення за рідною мовою за даними перепису 2001 року:
| Мова       | Кількість | Відсоток |
| ---------- | --------- | -------- |
| українська | 468       | 99.79%   |
| білоруська | 1         | 0.21%    |
| Усього     | 469       | 100%     |

## Політика
Від 28 квітня 2012 року село належить до виборчого округу 165.

### Парламентські вибори, 2019
На позачергових парламентських виборах 2019 року у селі функціонувала окрема виборча дільниця № 610019, розташована у приміщенні народного дому.
Результати
- зареєстровано 354 виборці, явка 81,92%, найбільше голосів віддано за «Слугу народу» — 31,49%, за Всеукраїнське об'єднання «Батьківщина» — 16,26%, за Аграрну партію України — 13,84%[9]. В одномандатному окрузі найбільше голосів отримав Іван Чайківський (самовисування) — 62,81%, за Тараса Юрика (Європейська Солідарність) — 13,33%, за Володимира Кісілевича (Слуга народу) — 8,07%[10].

## Пам'ятки
Є церква Покрови Пресвятої Богородиці (1992; мурована).
Насипано могилу на місці загибелі 3-х вояків УПА (1996) та символічну могилу Борцям за волю України (1997). Зберігся міст для залізничної колії, який збудували італійські майстри (1895).

## Соціальна сфера
Діють загальноосвітня школа І ступеня та бібліотека.

## Економіка
- консервний завод (ТОВ "Славпродукт").[11][12]

## Відомі люди
- Королюс Федір — хорунжий УПА, в.о. командира ТВ-23 «Магура» (?.1945 - 7.04.1945)
- Любомир Сарабун (1994—2025) — український поет та військовослужбовець 67 ОМБр [13][14][15]

## Галерея

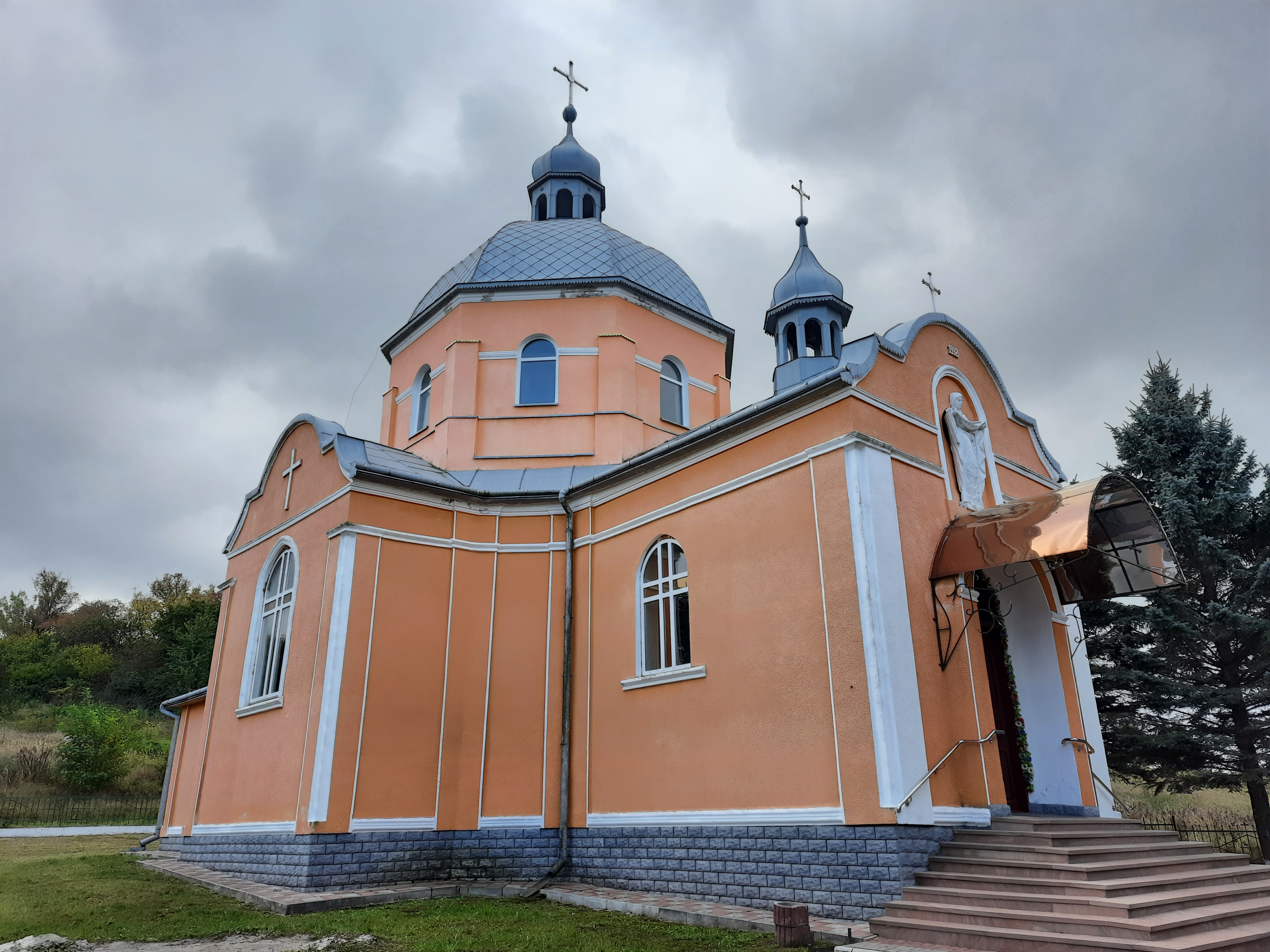
Церква Покрови Пресвятої Богородиці
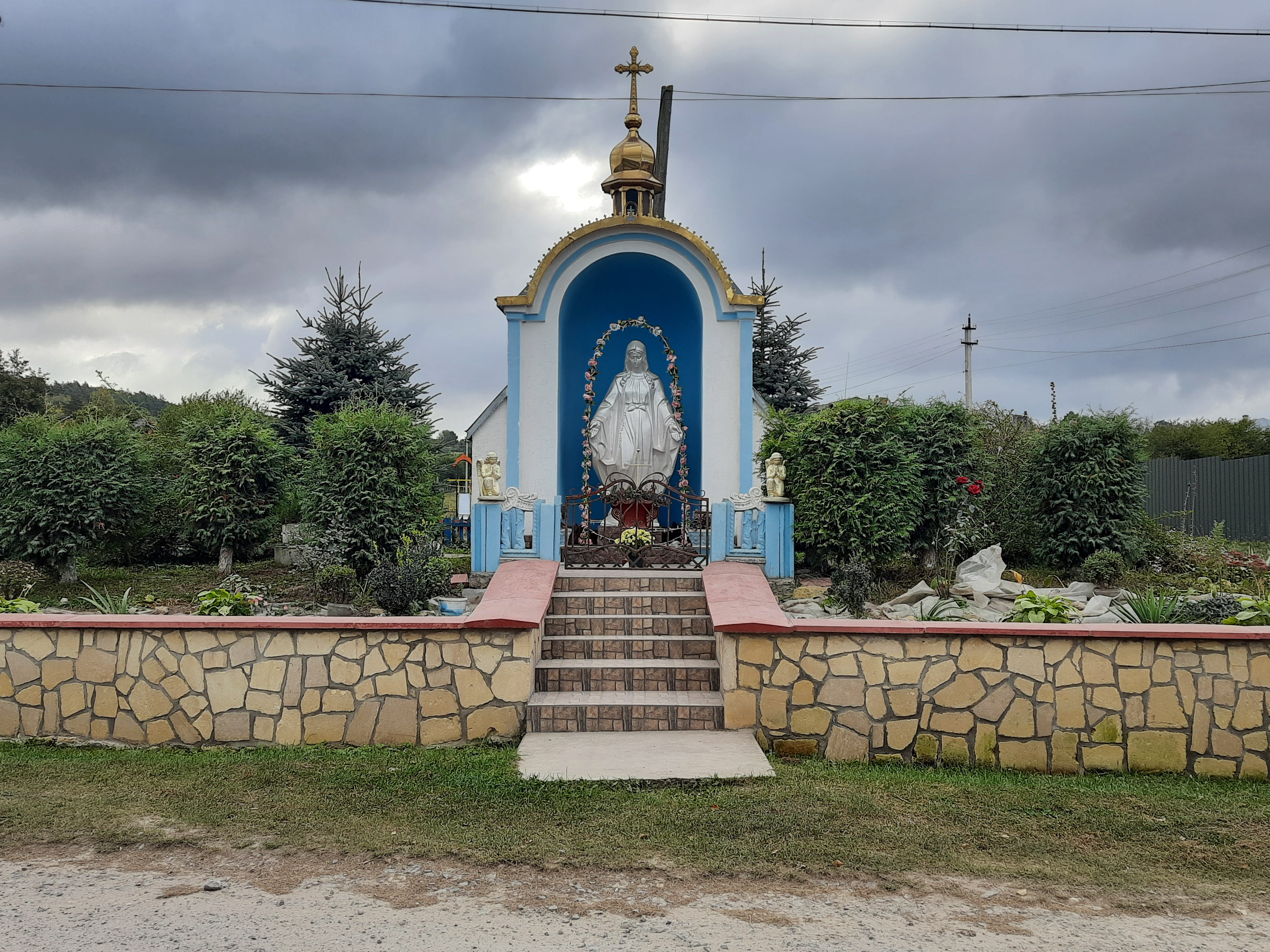
Статуя Божої Матері
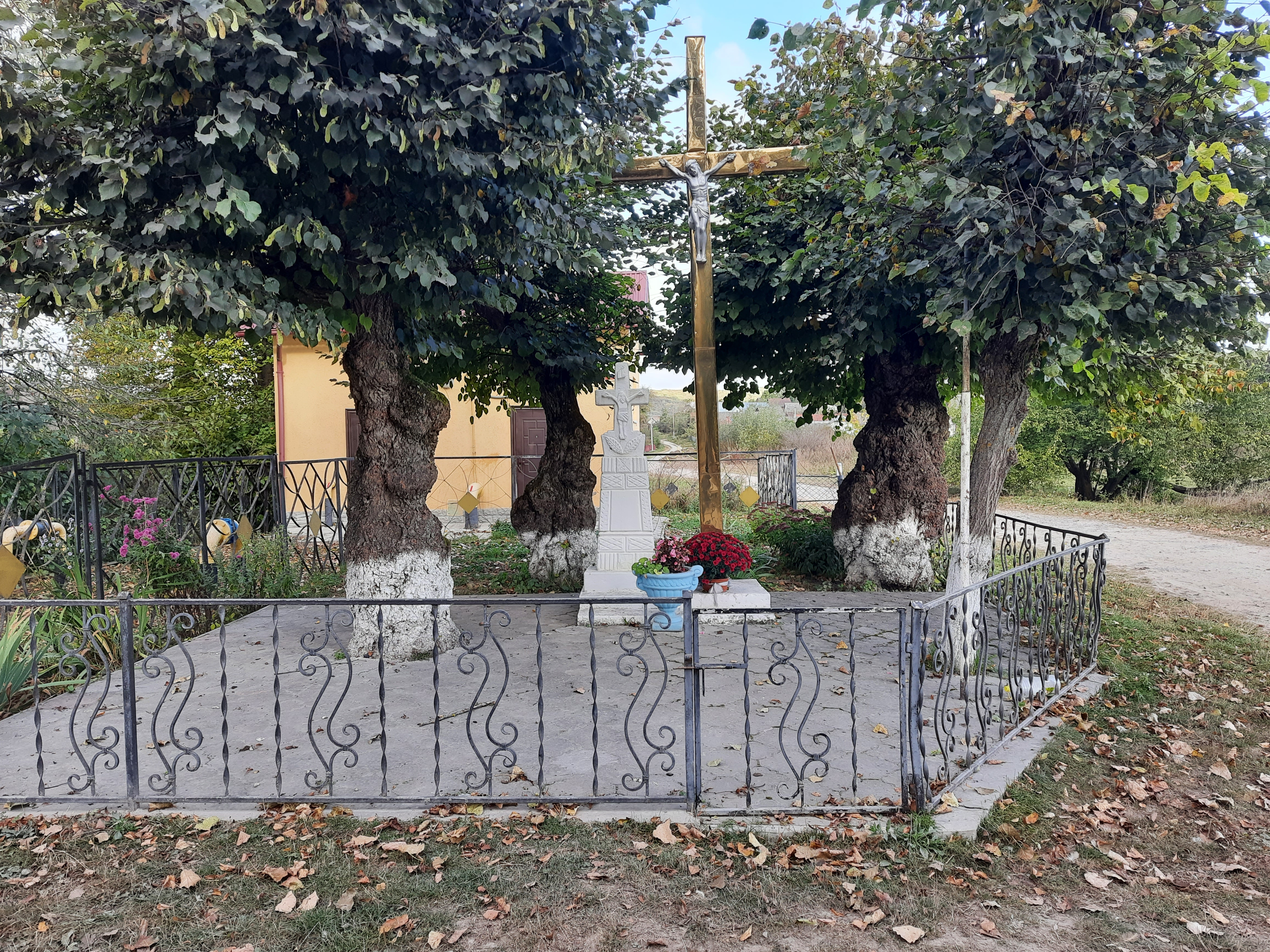
Пам'ятний хрест
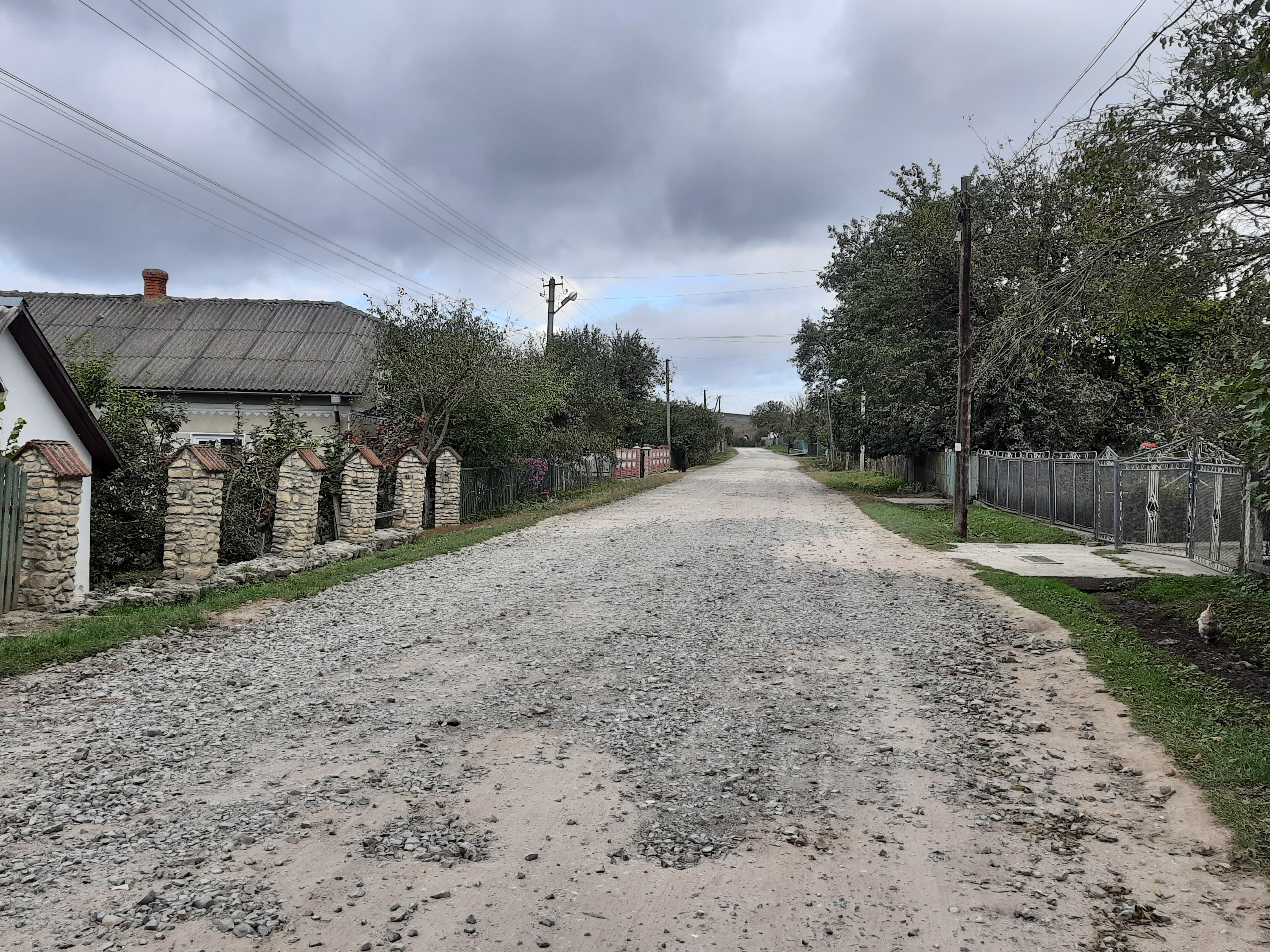
Сільська вулиця
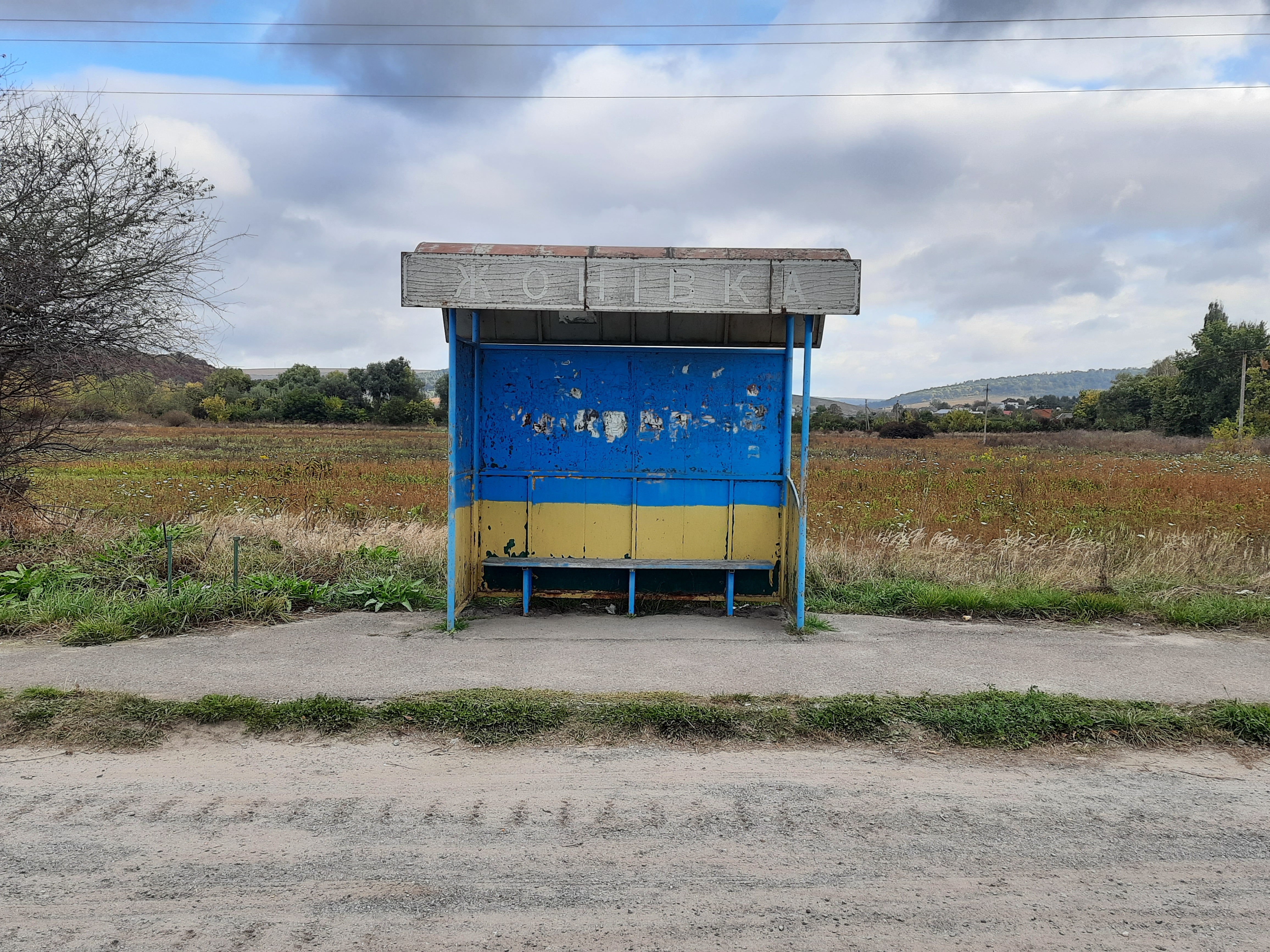
Автобусна зупинка